# La Preuve (film, 2014)
Pour plus de détails, voir Fiche technique et Distribution.
La Preuve est un film algéro-franco-émirati réalisé par Amor Hakkar et sorti en 2014.

## Fiche technique
- Titre : La Preuve
- Réalisation : Amor Hakkar
- Scénario : Florence Bouteloup et Amor Hakkar
- Photographie : Jean-Marie Delorme
- Son : Sébastien Eugène
- Montage : Julie Picouleau
- Musique : Joseph Macera
- Production : Sarah Films - H.A. Films - Dubai Media and Entertainment Organisation - Dubai Film Market
- Pays :  Algérie -  France -  Émirats arabes unis
- Durée : 95 minutes
- Date de sortie  : France - 23 juillet 2014

## Distribution
- Nabil Asli
- Anya Louanchi
- Zineb Ahmidou
- Ritage Saouli